# Paratropeza papuana
Paratropeza papuana là một loài ruồi trong họ Tachinidae.